# Miedziopierś górska
Miedziopierś górska, miedziopierś alpejska (Somatochlora alpestris) – gatunek ważki z rodziny szklarkowatych (Corduliidae). W Polsce gatunek ten objęty jest częściową ochroną gatunkową, a dawniej objęty był ochroną ścisłą. W Polskiej czerwonej księdze zwierząt. Bezkręgowce figuruje w kategorii EN (zagrożony). Występuje na torfowiskach w Europie północnej, w górach Europy południowej i środkowej oraz w północnej Azji. W Polsce notowana od roku 1867. Osobniki dorosłe pojawiają się od połowy czerwca do początku września.